# Velouté de champignons

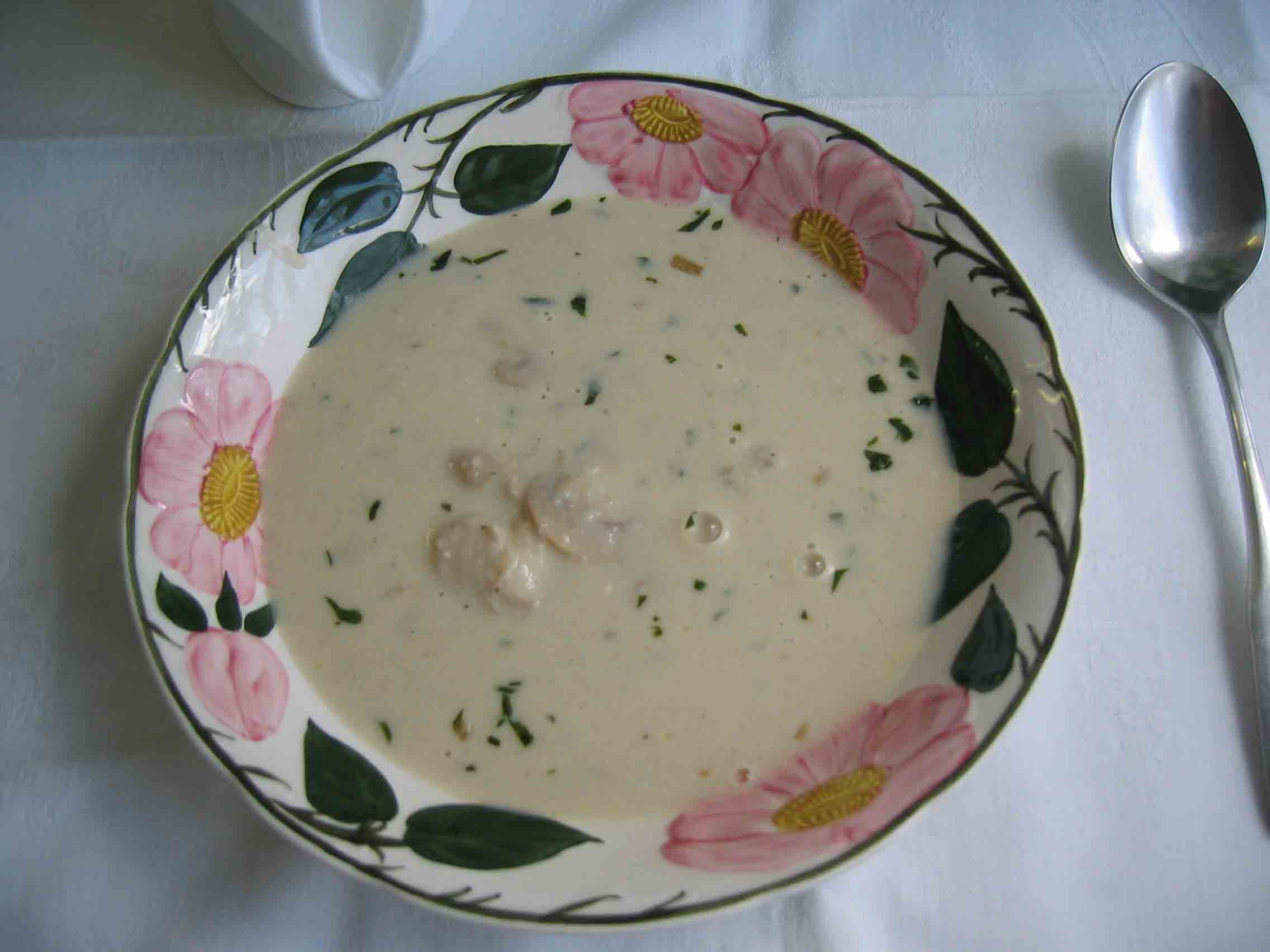
Une assiette de velouté de champignons.

Un velouté de champignons est un type de soupe préparée à partir d'un simple roux dilué avec de la crème ou du lait, dans lequel sont ajoutés des champignons ou un bouillon de champignons.

## Usages régionaux

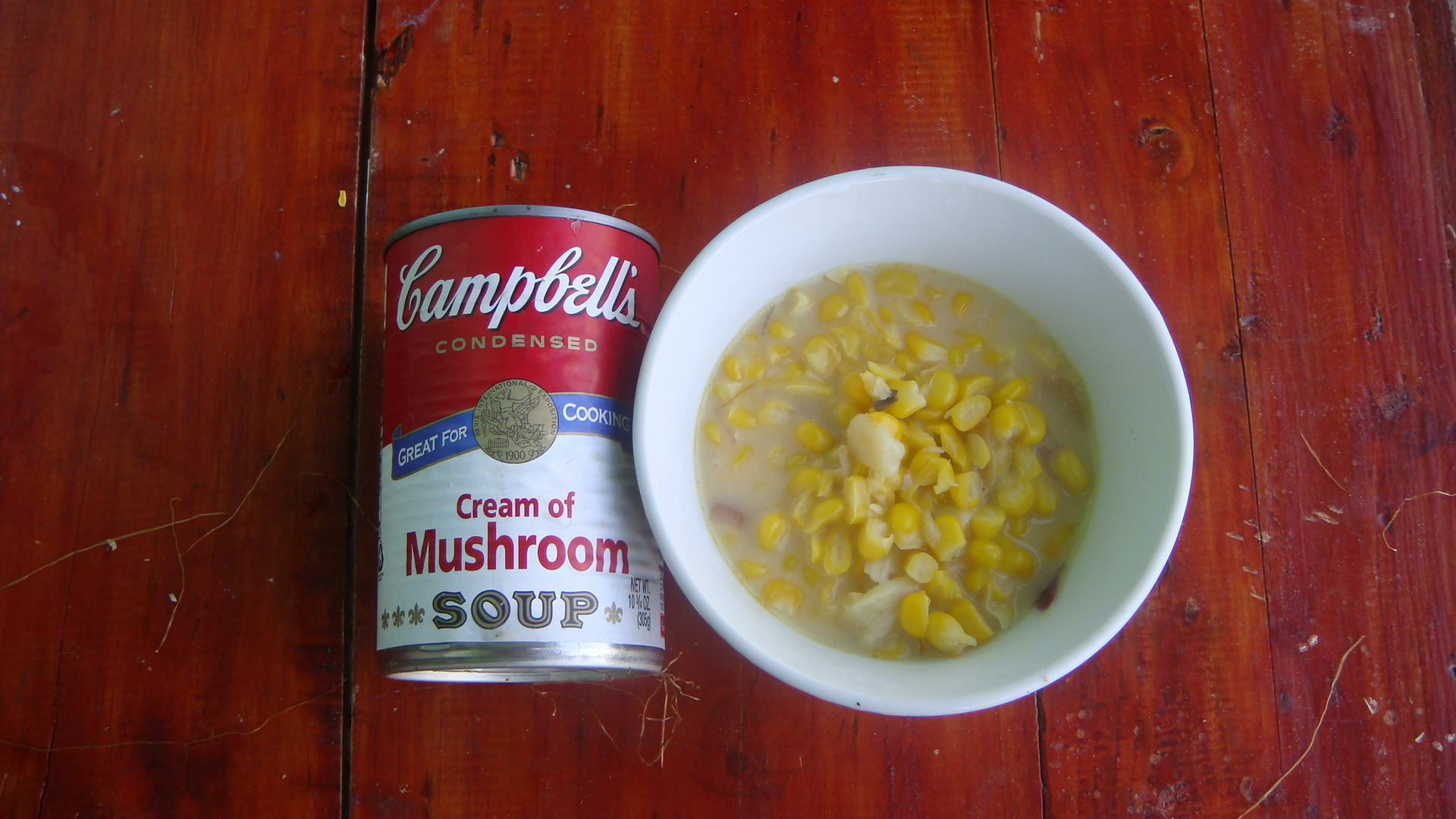
Maïs frais dans un velouté de champignons en conserve (Philippines).

Cette préparation est très consommée en Amérique du Nord, notamment dans sa version en conserve : le velouté de champignons est souvent la base de plats comme les ragoûts. Elle est parfois qualifiée de « béchamel américaine ».